# Martha (Oklahoma)
Martha is een plaats (town) in de Amerikaanse staat Oklahoma, en valt bestuurlijk gezien onder Jackson County.

## Demografie
Bij de volkstelling in 2000 werd het aantal inwoners vastgesteld op 205.
In 2006 is het aantal inwoners door het United States Census Bureau geschat op 191, een daling van 14 (-6,8%).

## Geografie
Volgens het United States Census Bureau beslaat de plaats een oppervlakte van
0,7 km², geheel bestaande uit land. Martha ligt op ongeveer 429 m boven zeeniveau.

## Plaatsen in de nabije omgeving
De onderstaande figuur toont nabijgelegen plaatsen in een straal van 20 km rond Martha.